# Province de Semnan

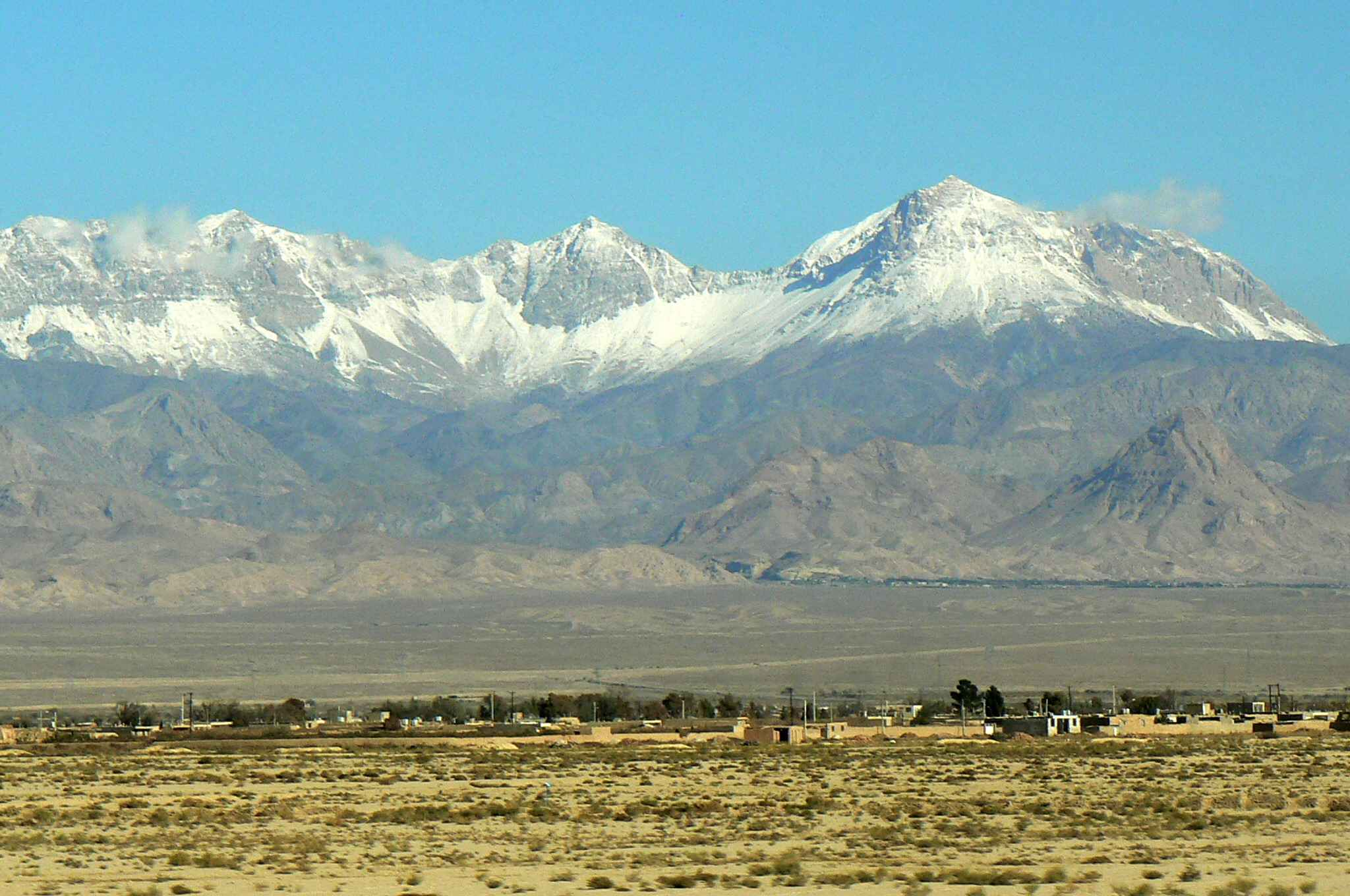
Monts Alborz dans la province de Semnan, vue sud-nord, la photo est prise depuis l'intérieur d'un train

Semnan est une des 31 provinces d'Iran.  Elle est située au nord du pays, et sa capitale est Semnan. La province a une superficie de 96 816 km² et s'étend le long de la chaîne de l'Elbourz et limite le désert du Dasht-e Kavir au sud.
Les départements de la province incluent Semnan, Damghan, Shahroud et Garmsar. En 1996, la province avait une population approximative de 501 000 habitants et en 2005, la ville de Semnan avait une population de 119 778 habitants, et la ville de Shahroud, qui est la plus grande ville de la province avait une population de 131 831 habitants. 

## Géographie

Comtés de Semnan

La province est divisée en deux parties : une région montagneuse et les plaines au pied des montagnes. La montagne offre une vaste gamme d'activités récréatives autant qu'une source de minéraux, alors que les plaines accueillent quelques villes parmi les plus anciennes d'Iran, puisque l'empire Parthe était situé ici.

## Histoire
L'histoire de la province de Semnan peut être divisée en 16 périodes depuis les jours anciens de l'Avesta. Pendant les périodes Mèdes et Achéménides, la province passait pour être une des plus vastes de l'empire. 
Au cours de la période Islamique, Semnan faisait partie de la région historique de Gomess ou Komesh, et la route de la soie traversait la région. Bien entendu, la province a connu de nombreuses guerres.
L'organisation de l'héritage culturel de l'Iran répertorie 470 sites historiques comme des palais, des forts, des châteaux, des caravansérails, ab anbar et badgir dans la province. 
En plus de ces monuments, on peut aussi y trouver de nombreux lieux religieux et sacrés.

## Universités
1. Université de sciences fondamentales de Damghan
2. Université de Semnan
3. Université de Shahrood
4. Université de sciences médicales de Semnan
5. Université islamique libre de Semnan
6. « Université islamique libre de Shahrood »(Archive.org • Wikiwix • Archive.is • Google • Que faire ?)
7. Université islamique libre de Garmsar
8. Université de sciences médicales de Shahroud
9. Université de technologie de Shahrood